# Battaglia di Thoroughfare Gap
La battaglia di Thoroughfare Gap (conosciuta anche come battaglia di Chapman's Mill) fu un episodio della campagna della Virginia settentrionale della guerra di secessione americana durante il quale l'Armata Confederata della Virginia Settentrionale del maggiore generale James Longstreet riuscì a respingere le forze nordiste di James B. Ricketts e del colonnello Percy Wyndham riscendo a ricongiungersi con le truppe di "Stonewall" Jackson.

## Contesto
Il 26 agosto 1862 il maggiore generale "Stonewall" Jackson guidò i suoi uomini attraverso il Thoroughfare Gap, un passo nelle Bull Run Mountains, con lo scopo di attaccare un deposito di rifornimenti nordisti nei pressi di Manassas Junction.
Per impedire il raid il giorno dopo il maggiore generale unionista Irwin McDowell partì da Warrenton verso Manassas Junction. Per proteggere il fianco sinistro delle sue forze McDowell ordinò alla brigata di James B. Ricketts di appostarsi a Gainesville ed alla brigata di cavalleria di Percy Wyndham di occupare il passo.
Nel frattempo Longstreet, seguendo il percorso di Jackson, arrivò nei pressi del Thoroughfare Gap dove si scontrò con i nordisti.

## La battaglia
Alle nove e mezza del mattino del 28 agosto gli uomini di Wyndham avvistarono l'avanguardia di Longstreet e subito inviarono un corriere a Gainesville per avvertire Ricketts. Quest'ultimo però arrivò troppo tardi, quando ormai Longstreet aveva presso possesso del passo.
Longstreet infatti aveva ideato un piano per aggirare ad est le truppe nordiste per attaccarle da una posizione sopraelevata.
Una volta occupato il Thoroughfare Gap Longstreet ordinò al colonnello Evander M. Law di attaccare il fianco destro dei nordisti mentre altre tre brigate (sotto il comando del brigadiere generale Cadmus M. Wilcox) vennero inviate contro la retroguardia nemica.
Rickett non era più in grado di tenere la posizione e dovette ritirarsi verso Gainesville lasciando il passo nelle mani dei confederati.

## Conseguenze
La battaglia, seppur non molto significativa per numero di uomini schierati e vittime (queste ultime circa 100 in tutto) ebbe una grande importanza strategica perché Longstreet riuscì ad unirsi con il grosso delle forze sudiste a Manassas contribuendo in maniera decisiva alla sconfitta nordista nella seconda battaglia di Bull Run del 29 agosto 1862.